# Rossano Brasi
Rossano Francesco Brasi (nascido em 3 de janeiro de 1972) é um ex-ciclista italiano. Era profissional de 1995 a 2002 com a equipe Polti e De Nardi.
Participou nos Jogos Olímpicos de 1992, em Barcelona, na Espanha, onde terminou em quarto lugar no contrarrelógio por equipes (4000 m).